# 1308
| [ Edytuj tabelę ]                          |                                                                     |
| Książę Małopolski                          | - 1306 Władysław I Łokietek 1320                                    |
| Książę Wielkopolski                        | - 1306 Henryk III głogowski 1309                                    |
| Król Albanii                               | - 1301 Filip I 1332                                                 |
| Współksiążęta Andory                       | - 1295 Guillem de Montcada 1308 - 1302 Gaston I 1315                |
| Król Angkoru                               | - 1307 Idradżajawarman 1327                                         |
| Król Anglii                                | - 1307 Edward II 1327                                               |
| Król Aragonii i Walencji, hrabia Barcelony | - 1291 Jakub II Sprawiedliwy 1327                                   |
| Margrabia Brandenburgii                    | - 1267 Otto IV 1308 - 1293 Henryk I 1318 - 1304 Waldemar 1319       |
| Książę Burgundii                           | - 1306 Hugo V 1315                                                  |
| Książę Dolnej Bawarii                      | - 1290 Stefan I 1309 - 1290 Otton III 1312                          |
| Książę Górnej Bawarii                      | - 1294 Rudolf I 1317 - 1294 Ludwik III 1340                         |
| Cesarz Bizancjum                           | - 1282 Andronik II Paleolog 1328                                    |
| Car Bułgarii                               | - 1300 Teodor Swetosław 1322                                        |
| Cesarz Chin                                | - 1308 Wuzong 1311                                                  |
| Król Cypru                                 | - 1306 Amalryk z Tyru 1310                                          |
| Król Czech                                 | - 1307 Henryk Karyncki 1310                                         |
| Król Danii                                 | - 1286 Eryk Menved 1319                                             |
| Władca Egiptu                              | - 1299 An-Nasir Muhammad 1309                                       |
| Cesarz Etiopii                             | - 1299 Uyddym Raad 1314                                             |
| Król Francji                               | - 1285 Filip IV Piękny 1314                                         |
| Hrabia Holandii                            | - 1304 Wilhelm III 1337                                             |
| Cesarz Japonii                             | - 1301 Go-Nijō 1308 - 1308 Hanazono 1318                            |
| Kalif                                      | - 1302 Al-Mustakfi I 1340                                           |
| Król Kastylii i Leónu                      | - 1295 Ferdynand IV Pozwany 1312                                    |
| Patriarcha Konstantynopola                 | - 1303 Atanazy I 1309                                               |
| Władca Korei                               | - 1274 Ch’ungnyŏl 1308 - 1308 Ch’ungsŏn 1313                        |
| Wielki książę litewski                     | - 1295 Witenes 1316                                                 |
| Cesarz Majapahitu                          | - 1293 Raden Wijaya 1309                                            |
| Sułtan Maroka                              | - 1307 Abu Sabit 1308 - 1308 Abu ar-Rabija 1310                     |
| Książę Moskwy                              | - 1303 Jerzy Daniłowicz 1325                                        |
| Król Nawarry                               | - 1305 Ludwik I 1316                                                |
| Król Norwegii                              | - 1299 Haakon V Długonogi 1319                                      |
| Hrabia Palatynatu                          | - 1294 Rudolf I Wittelsbach 1317                                    |
| Papież                                     | - 1305 Klemens V 1314                                               |
| Król Portugalii                            | - 1279 Dionizy I 1325                                               |
| Książę Rusi halickiej                      | - 1300 Jerzy I 1308 - 1308 Andrzej II 1323 - 1308 Lew II 1323       |
| Cesarz Rzymski (niemiecki)                 | - 1298 Albrecht I Habsburg 1308 - 1308 Henryk VII Luksemburski 1313 |
| Książę Saksonii                            | - 1298 Rudolf I 1356                                                |
| Król Serbii                                | - 1282 Stefan Urosz II 1321                                         |
| Król Szkocji                               | - 1306 Robert I 1329                                                |
| Król Szwecji                               | - 1290 Birger I Magnusson 1318                                      |
| Sułtan Turków                              | - 1299 Osman I 1324                                                 |
| Doża Wenecji                               | - 1289 Pietro Gradenigo 1311                                        |
| Król Węgier                                | - 1305 Bela V 1308 - 1308 Karol Robert 1342                         |
| Wielki mistrz zakonu krzyżackiego          | - 1302 Siegfried von Feuchtwangen 1310                              |

Rok 1308 / MCCCVIII
stulecia: XIII wiek ~
XIV wiek ~
XV wiek

lata: 1298 «
1303 «
1304 «
1305 «
1306 «
1307 «
1308
» 1309
» 1310
» 1311
» 1312
» 1313
» 1318

## Wydarzenia w Polsce
- Sierpień – margrabia brandenburski Waldemar wkroczył na Pomorze Gdańskie, spalił gród w Chmielnie i zajął całą dzielnicę oprócz grodu w Gdańsku.
- Armia brandenburska uderzyła na Kamień Pomorski oraz ziemie Bogusława IV pustosząc je. Spalony został Kamień Pomorski oraz zabudowania przykatedralne wraz z katedrą. Biskup i kanonicy zmuszeni zostali do opuszczenia Kamienia. Biskup Heinrich Wacholtz, w obliczu trudnej sytuacji, przeniósł swoją siedzibę do zamku w Golczewie
- Broniący grodu w Gdańsku sędzia pomorski Bogusz zwrócił się w Elblągu z prośbą o pomoc do Heinricha von Plötzkau – pruskiego mistrza krzyżackiego.
- Wojska zakonu krzyżackiego wyparły wojska brandenburskie aż do Sławna i Słupska.
- 12 sierpnia – Lidzbark Warmiński otrzymał prawa miejskie.
- Krzyżacy ufortyfikowali się w gdańskim grodzie obronnym do czasu zwrócenia im przez Władysława Łokietka kosztów pomocy wojskowej.
- 13 listopada – Krzyżacy zajęli Gdańsk i dokonali rzezi jego mieszkańców (tzw. rzeź Gdańska). W późniejszych czasach tłumaczyli się, że gdańszczanie odeszli gdzie indziej z własnej woli porzucając i paląc swe domy i dobytek.
- Pierwsza pisemna wzmianka o Parafii Świętej Trójcy w Będzinie – parafię podano w spisie parafii dekanatu sławkowskiego diecezji krakowskiej przy okazji świętopietrza.
- Poniec otrzymał prawa miejskie.

## Wydarzenia na świecie
- 25 lutego – Edward II został koronowany na króla Anglii.
- 1 maja – król Niemiec Albrecht I Habsburg został zamordowany przez bratanka Jana Parricidę.
- 19 czerwca – 3-letni książę Morikuni został siogunem po abdykacji swego ojca Hisa’akiego.
- 27 listopada – Henryk VII Luksemburski został królem Niemiec.
- 28 grudnia – Hanazono został cesarzem Japonii.
- Henryk VII został wybrany królem Świętego Cesarstwa Rzymskiego.

## Zmarli
- 16 kwietnia – Wilhelm I, hrabia Bergu (ur. ?)
- 1 maja – Albrecht I Habsburg, książę Austrii i król Niemiec (ur. 1255)
- 17 sierpnia – Klara z Montefalco, włoska augustianka, stygmatyczka, święta katolicka (ur. 1268 lub 1275)
- 10 września – Go-Nijō, cesarz Japonii (ur. 1285)
- 8 listopada – Jan Duns Szkot, szkocki franciszkanin, błogosławiony katolicki (ur. 1266)
- data dzienna nieznana:
  - Jerzy Lwowic, książę bełski i halicki z dynastii Rurykowiczów (ur. ok. 1250)
  - Otto IV ze Strzałą, margrabia brandenburski (ur. ok. 1238)